# Székelyderzsi unitárius templom
A székelyderzsi unitárius templom Székelyföld egyik legrégebbi és legjelentősebb műemléke, Székelyderzs központjában egy enyhe magaslaton áll. A romániai műemlékek hivatalos jegyzékében a HR-II-a-A-12813 sorszámon műemlék épületként szerepel. A vártemplom Udvarhelyszék legszebb gótikus emléke, művészettörténetünk jelentős értéke.

## A templom története
A települést először az 1334. évi pápai tizedjegyzékben említették  Thomas  sacerdos de Ers solvit II. banales antiquos alakban. Az egykori kápolna az 1300-as évek elején épülhetett, majd száz évvel később kibővítették.  A középkori templom hajójának építési ideje a 13–14. század fordulóján lehetett, erre utal a diadalív falában elhelyezett rovásírásos tégla. A műemlék épület belső falát díszítő Szent László-legenda freskósorozat 1419-ben készült. A templom mai késő gótikus formáinak kialakítása a 15. század végén történt, a 14. század elején épült kora gótikus épület felhasználásával.
A korábban meghatározó feltételezések szerint a Giorgio Basta seregei által feldúlt templomot az 1600-as évek elején megerősítették, várfalakkal vették körül, védelmi célokra átalakított tetőzettel, szuroköntőkkel látták el, akkor épült a toronybástya is. Az oldalfalak tetején körbefutó, a támpillérekre támaszkodó, ikerárkádos kialakítású, kissé előreugró védelmi emelet, a fordított kulcslyuk alakú lőréseivel és szuroköntő nyílásaival valószínűleg 17. századi kiegészítés. Ezzel szemben dendrokronológiai kutatások kimutatták, hogy a szentélyhez használt fákat 1494–1495 telén, a hajó feletti tetőszerkezethez használt fákat pedig 1499–1500 telén vágták ki, ez alapján a szász erődtemplomok között is viszonylag korai védelmi szerkezetnek számít.
A régebben zsindellyel fedett  magas tetőzetet 1760-ban cseréppel fedték be. A vártemplom  javításának ideje: 1606, 1622, 1781, 1788, 1834.

## A templom leírása
Orbán Balázs szerint a középkori templom „...egyike a csinosabb és a közönséges községi templomoknál nagyobb gótízlésű templomoknak..."
A műemlék épület öt bástyás, harangtornyos négyszög alaprajzú erődítés közepén áll. A kettős térfűzésű keletelt épület a késő gótikus kor alkotása, hajója korábbi a szentélynél és a késő gótikus erődítésnél. A hajó hossza, a szentéllyel együtt 28 méter, szélessége 7,25 méter, belső magassága 15 méter, külső magassága 20 méter.
A szentély, a hajó, és a karzat alatti rész teljes egészében hálóboltozatos. A sokszögzáródású szentély hálóboltozatának bordái díszített gyámkövekre futnak, amelyeken a Petky címer és a  székely címer is feltűnik. A bordákon kehely formájú, ágfonadékos díszművek, különböző alakú  férfifejek, valamint  ekevas ábrák körvonalazódnak.
A kékre festett padok, a hatalmas, fehérre meszelt falfelületekkel egységes, harmonikus és a látványos késő gótikus hálóboltozattal együtt nagyméretű belső teret teremtenek.
A magas fedélzet régebben zsindellyel volt beborítva, 1760-ban cseréppel fedték be.
A templom nyugati és déli oldalán lévő bejárati ajtók csúcsívesek. A szentélybe a három csúcsíves kőrácson kétosztású ablakok nyílnak, amelyek félig elfalazott keskeny ablaknyílást takarnak.  Az egykori csúcsíves ablakok nyomai a keleti és északkeleti szentély falán is látszanak.
A nyugati bejárat előtt egy később épített portikusz áll. A hajó és a szentély déli oldala egységes kialakítású, megújított támpillérrel, amelyekre ikerárkádok támaszkodnak. A második és  harmadik támpillér között nyílik a déli csúcsíves bejárat. A portikuszban kapott helyet a 16. századi Petky-címeres reneszánsz sírkő. A hajó és a szentély falait gazdagon tagolt koronapárkány zárja le. 
A hajó nyugati felében tömör mellvédes gótikus karzat áll, amelyet két nyolcszögű pillér és csúcsíves árkádok tartanak.
A gótikus templomra, a hálóboltozatos mennyezet fölé védelmi emelet épült, amely a hajóra és szentélyre egyaránt kiterjedt. A templom nyugati homlokzatát, a padlástér magasságában három fordított kulcslyuk alakú lőrés és két kör alakú kémlelőnyílás töri át. A védelmi emeletre a feljárást egy korlátfallal épült, a hajó délnyugati sarkában található csigalépcső biztosítja.
A támpillérek nélküli, lőréses torony a templom épületétől külön, harangtoronyként készült, amely a védelmi rendszer legkorábban épült része. Építési ideje a csúcsíves bejárat, a keskeny és magas lőrések alapján a 15-16. század fordulójára tehető.

## A templom freskói

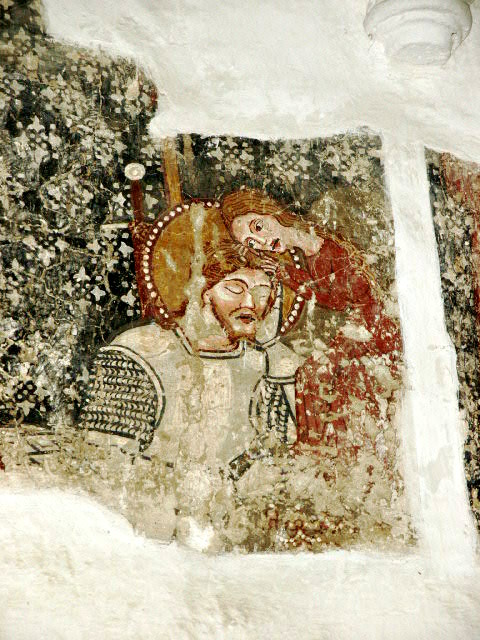
Szent László-legenda freskótöredék

A templom déli bejáratával szemben látható az 1419-ben festett Szent László-legenda pompás freskóciklusa, amely a székelyföldi képzőművészet egyik legszebb emléke. A kompozíciók tisztasága, az alakok és ruházatok részletgazdagsága, az összeválogatott színárnyalatok  harmóniája egy tehetséges művész munkáját dicsérik. Nagyszerűen illeszkednek a csillagokkal teleszórt kékes háttérhez, ugyanakkor minden életszerű, könnyedén kifejező.
A hajó északi falán húzódó falképsoron a Szent László-legenda folyamatos jelenetei láthatók, öt képben. Az egész falképsor felső fele csonka, az utólagos építési módosítások miatt. A nyugati gótikus karzat építésekor a képsor kezdő jeleneteit megrongálták, részben elfedték. Ennek ellenére egyike a legjobb minőségben fennmaradt Szent László-legendát ábrázoló falképeknek.

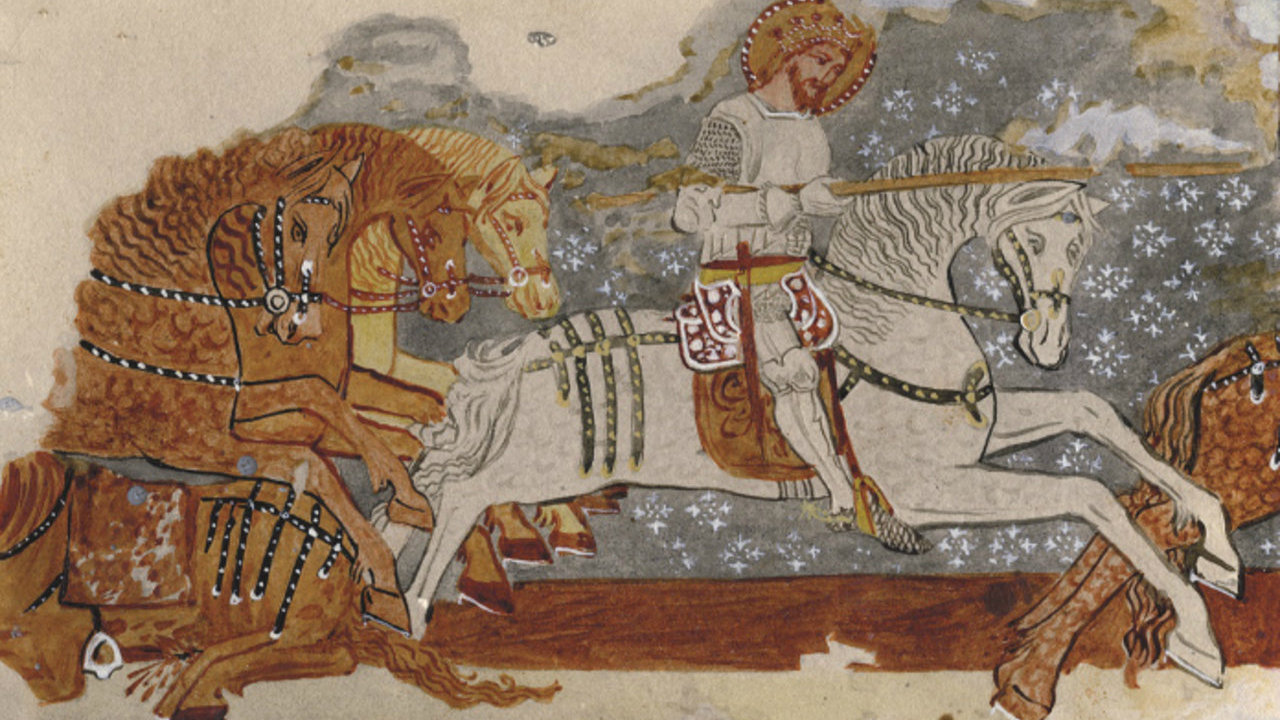
Freskórészlet a Sent László-legendából

A Szent László-legendát öt egymásba folyó jelenetben festették meg: Felvonulás és  Ütközet, A kun üldözése, Párviadal, A kun lefejezése, László pihenése. A történet ferde hálókeretbe illeszkedő, csillagos, virágmotívumos háttér előtt játszódik le. A képsor eleje hiányzik, a lemállott részek alatt  valószínűleg a Szent László nyomában vágtató magyar sereget ábrázolhatták.

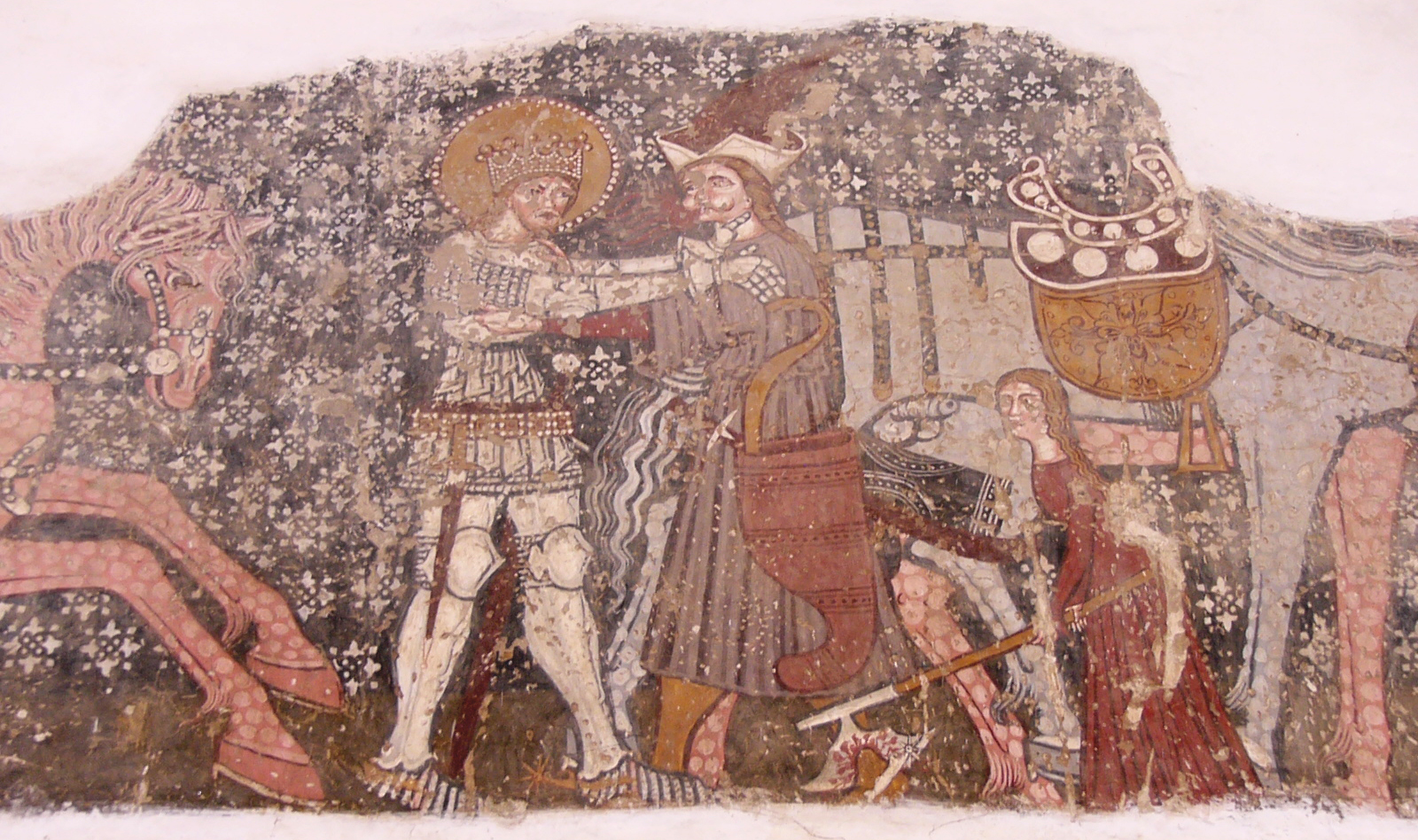
Freskórészlet a Szent László legendából

A megszakítatlan jelenetsor kezdőképe vágtató lovakkal a Felvonulás és az Ütközet, ezt követi a kunok üldözésének mozzanata.
A második jelenetben László üldözi a kun lovast. 
A harmadik kép a Párviadal, László birkózása a kunnal. A küzdők állva összefogóznak, a lány László bárdjával a kun lábához csap, a két ló pedig a háttérben marakodik. 
A negyedik jelenetből, a kun lefejezéséből csak László alakja maradt épen. 
A legenda záróképe a Pihenés, ahol a megmentett lány a pihenő király fölé hajlik.
A freskót 1640-ben renoválták, erre utal az északi hajófalon olvasható ötsoros felirat. A hajó fölé öt szakaszos hálóboltozat borul.
A déli falon, a bejárattól keletre húzódó falképsor első részén három szent  alakja látható, amelyeket egy később készített félköríves lezárású vakfülke csonkított meg. 
A második falképen Szent Mihály páncélos alakja áll, jobbjában dárdát, baljában mérleget tart.
A harmadik falkép témája Pál apostol (Saul) megtérésének jelenete. Sault három lovas kíséri, amelyek közül az egyik fegyveres alak, kinek kezében minuszkuláris feliratú  zászló látható.  A lovasok felett a Sault megtérítő Krisztus, előtte a földre bukó lován előre hajló Saul, kinek glóriáján S. Paulus felirat olvasható.
Az orgonakarzat csatlakozásánál a Kálvária falkép-ábrázolás látható,  a szentélyben egy kuporgó női alak körvonalazódik.
Rovásírásos emlékek:
1938-ban a diadalív falában, egy befalazott kis gótikus ablakocskából került elő a székely rovásírás egyik becses emléke, a rovásírásos tégla, amely Balázs András unitárus esperes által vált ismertté. Ez a székely rovásírás ma ismert legrégebbi emléke 1431-ből való.

## A templom várfala

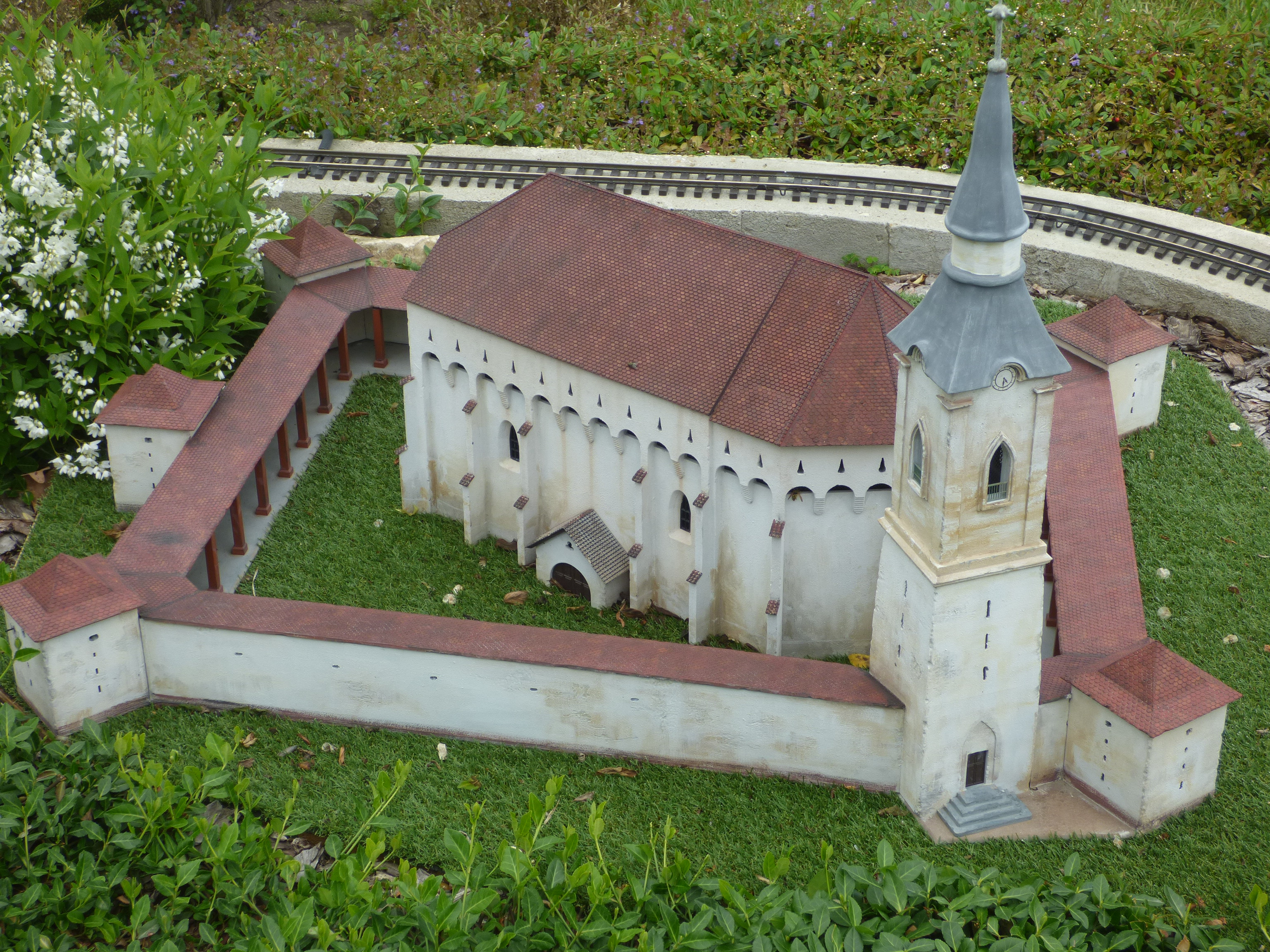
A templom makettje a szarvasi Mini Magyarország gyűjteményében

A templomot téglalap alaprajzú sarokbástyás erőd övezi, amelynek magassága  5 méter.
A déli oldalon, a délkeleti védőtoronytól alig három méterre a kaputorony található.
A torony fala megközelítőleg 11 méter magasságig középkori eredetű, az övpárkányon felüli hangablakos részt a múlt század második felében építették.  A délkeleti  saroktorony földszintjén és első emeletén lappancsos lőrések találhatók, felső emeletének falait pedig többnyire fordított kulcslyuk alakúak törik át.
A keleti falszakaszon az egykori védőfolyosó magasságában lappancsos lőrések és  szuroköntők váltogatják egymást.  A fülkék homlokzatát egy-egy fordított kulcslyuk alakú lőrés töri át. A keleti oldalon, a délkeleti védőtorony közelében egy újabb ajtónyílás és egy vaspántokkal erősített ajtó kapott helyet.
A védőfolyosókat 1788-ban bontották le, azóta gabonák, élelmiszerek raktározásra használják a várfal belső vonulata mentén sorakozó cserepes tető alatti részt. A régi szokásoknak megfelelően a toronyban szalonnát és sonkát tárolnak évszázadok óta.  Az 1749-es vizitáció jegyzőkönyve említi először, hogy a "kastély" a közösség ingóságainak őrzésére szolgált.
Az erődítmény építését feltehetően a 16. század közepén fejezték be. A kaputorony melletti bástyát a Petki-család építtette. Erről a legkorábbi adat 1653-ból való. Déli homlokfalán napóra látható, szögletkövén A D. 1622 felirattal.
A védelmi rendszer legkorábbi része, a  déli oldalon emelkedő 40 méter magas torony, amely egykor megfigyelőtoronyként szolgált. Alsó végében található a bejárati ajtó, a cinteremből külső falépcsőn lehet feljutni az emeletre. 
A torony fala 11 méter magasságig, a választó övpárkányig középkori és lőrésekkel áttört,  déli oldalán egy  kút található.